# Trichosphaerella
Trichosphaerella är ett släkte av svampar. Trichosphaerella ingår i familjen Niessliaceae, ordningen köttkärnsvampar, klassen Sordariomycetes, divisionen sporsäcksvampar och riket svampar.
|                  | Niesslia |
|                  | |
|                  | Hyaloseta |
|                  | |
|                  | Paraniesslia |
|                  | |
|                  | Monocillium |
|                  | |
|                  | Valetoniellopsis |
|                  | |
|                  | Valetoniella |
|                  | |
|                  | Circinoniesslia |
|                  | |
|                  | Taiwanascus |
|                  | |
|                  | Cryptoniesslia |
|                  | |
| Trichosphaerella | \| \| Trichosphaerella tuberculata \| \| \| \| \| \| Trichosphaerella decipiens \| \| \| \| \| \| Trichosphaerella ceratophora \| \| \| \| |
|                  | \| \| Trichosphaerella tuberculata \| \| \| \| \| \| Trichosphaerella decipiens \| \| \| \| \| \| Trichosphaerella ceratophora \| \| \| \| |
|                  | Malmeomyces |
|                  | |
|                  | Miyakeomyces |
|                  | |
|                  | Trichosphaerella tuberculata |
|                  | |
|                  | Trichosphaerella decipiens |
|                  | |
|                  | Trichosphaerella ceratophora |
|                  | |

|  | Trichosphaerella tuberculata |
|  |                              |
|  | Trichosphaerella decipiens   |
|  |                              |
|  | Trichosphaerella ceratophora |
|  |                              |